# ヴィランドリー城
ヴィランドリー城 (Château de Villandry ) は、フランス・アンドル＝エ＝ロワール県のロワール渓谷内のコミューンであるヴィランドリーにある城である。
ルネサンス様式の美しい城で、典型的なロワールの古城の一つだが、渓谷周囲の城の中では新しい。現在の城主カルヴァロ氏は定住したまま、庭園は観光客に一般公開されている。「庭園の城」と呼ばれる。
城のテラスから眺める景色は圧巻もの。菜園エリアでは有機栽培の野菜を育てており、城内のレストランやカフェで振舞われる。時期が合えばバラの苗を購入することもできる。ハート形の花壇のある「愛の庭」、池のある「水の庭」、生け垣を組み合わせて作った「迷路」等、様々な庭園がある。

## 歴史
元は12世紀の古い城塞跡を基盤に、フランス王フランソワ1世財務大臣ジャン・ル・ブルトンによって16世紀1536年に建てられた。幾何学模様庭園は、20世紀初めに城主がスペインの科学者ヨアキム・カルヴァロに変わった後に構築されたもの。
城内のインテリアの多くは、18世紀の城主カステラーヌ家の下、豪華で美しいルイ15世様式（ロココ調）が目立ち、庭園の幾何学模様のデザインは14世紀の古い文献に残されている。
所有者の変遷により一時期は庭園も公園に作り変えられるなどして荒廃したが、20世紀初めに所有者となった現オーナーのカルヴァロ一族の丹精込めた世話により往時の姿をみごとに回復し、バラやツゲをはじめとした様々な美しい花や樹を楽しめる。
世界遺産「シュリー＝シュル＝ロワールとシャロンヌ間のロワール渓谷」に含まれる。

## ギャラリー

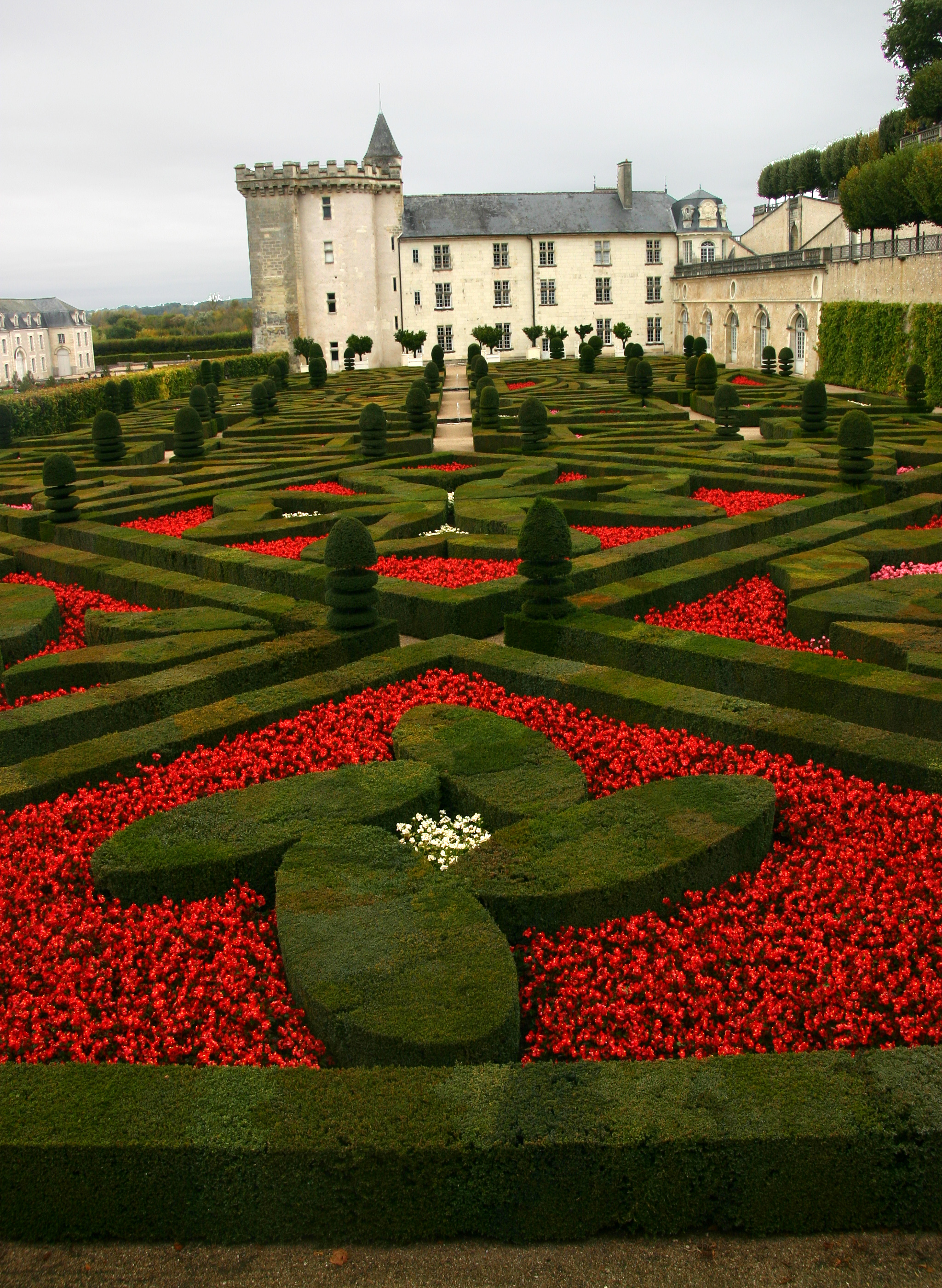
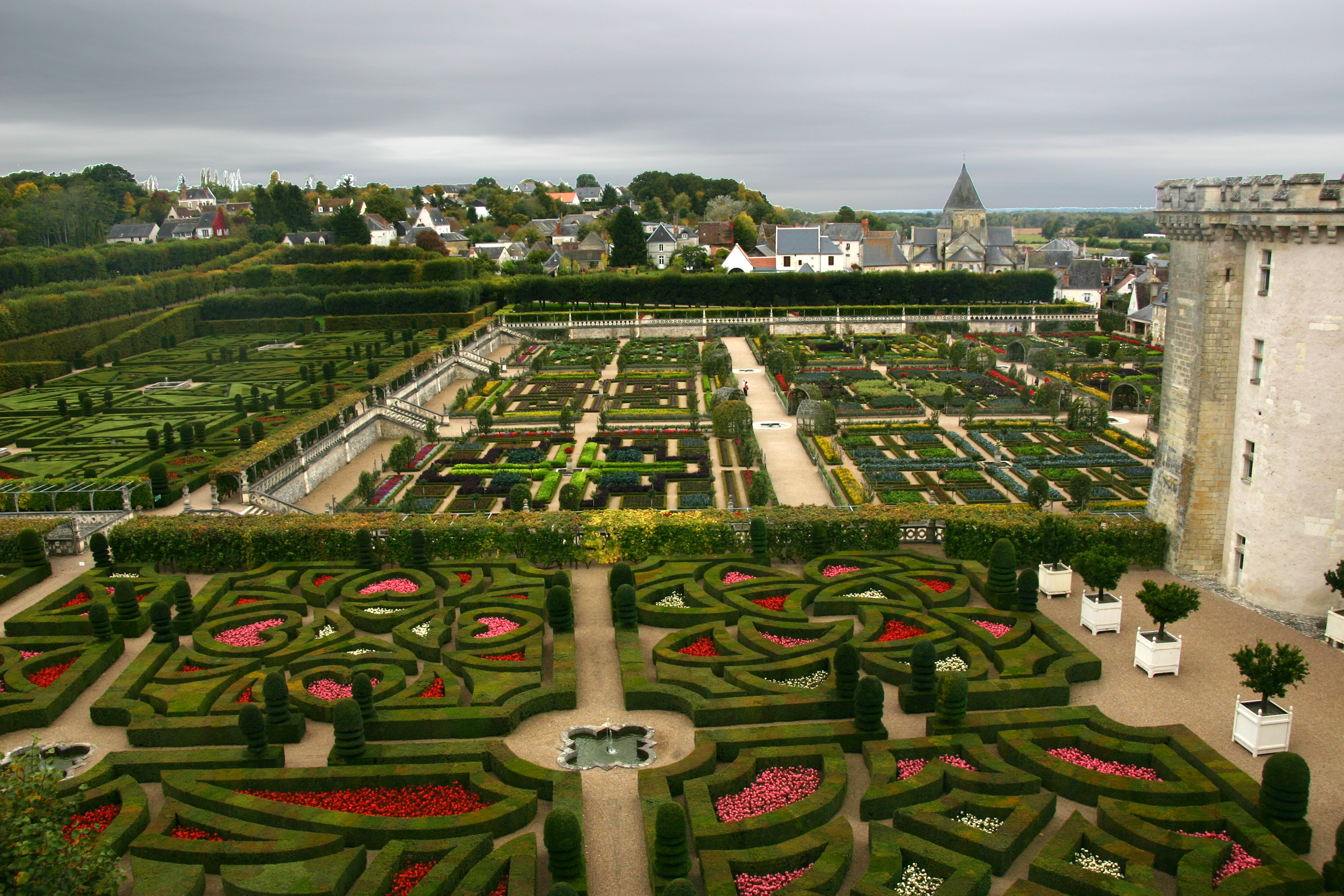
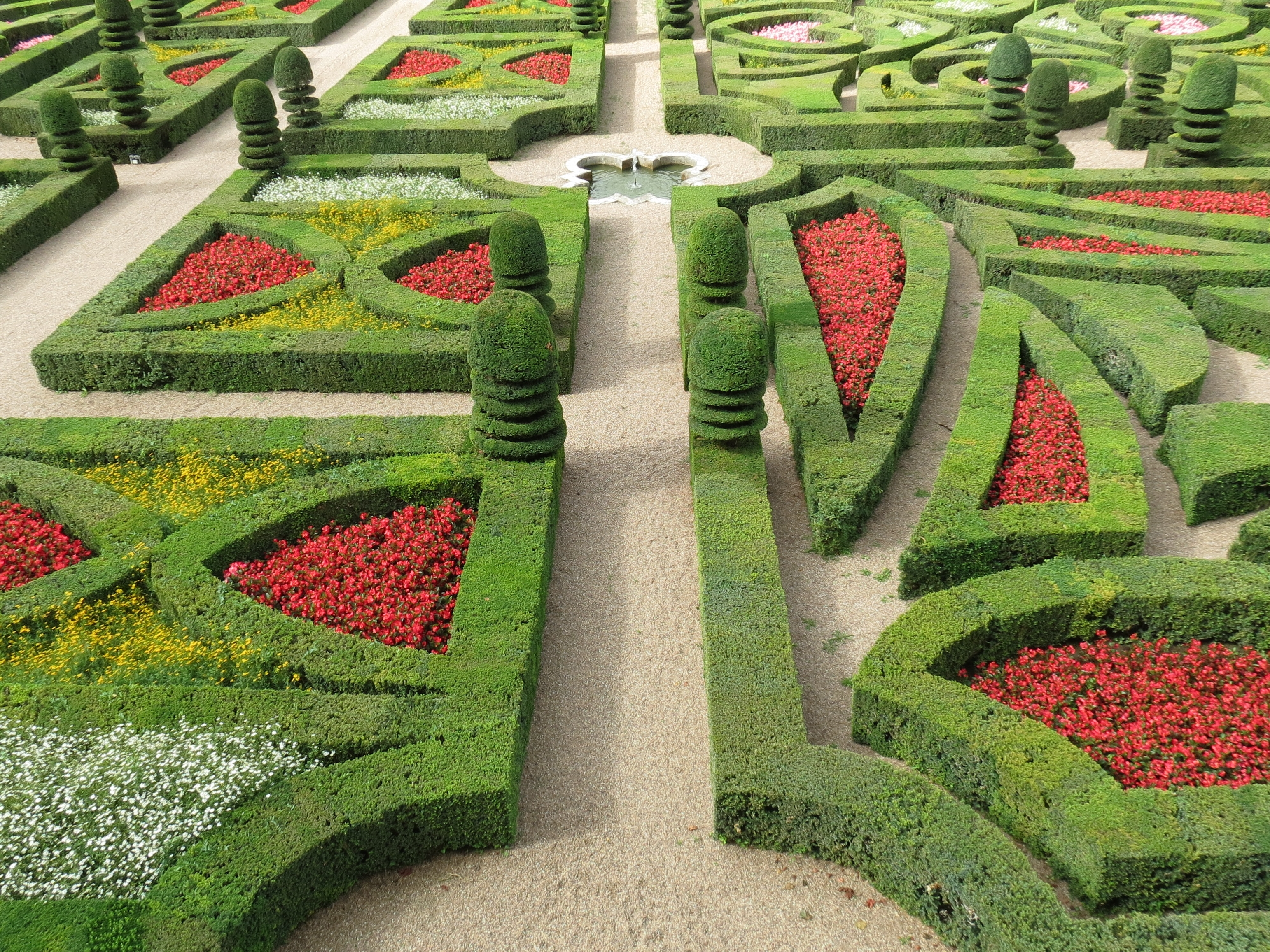
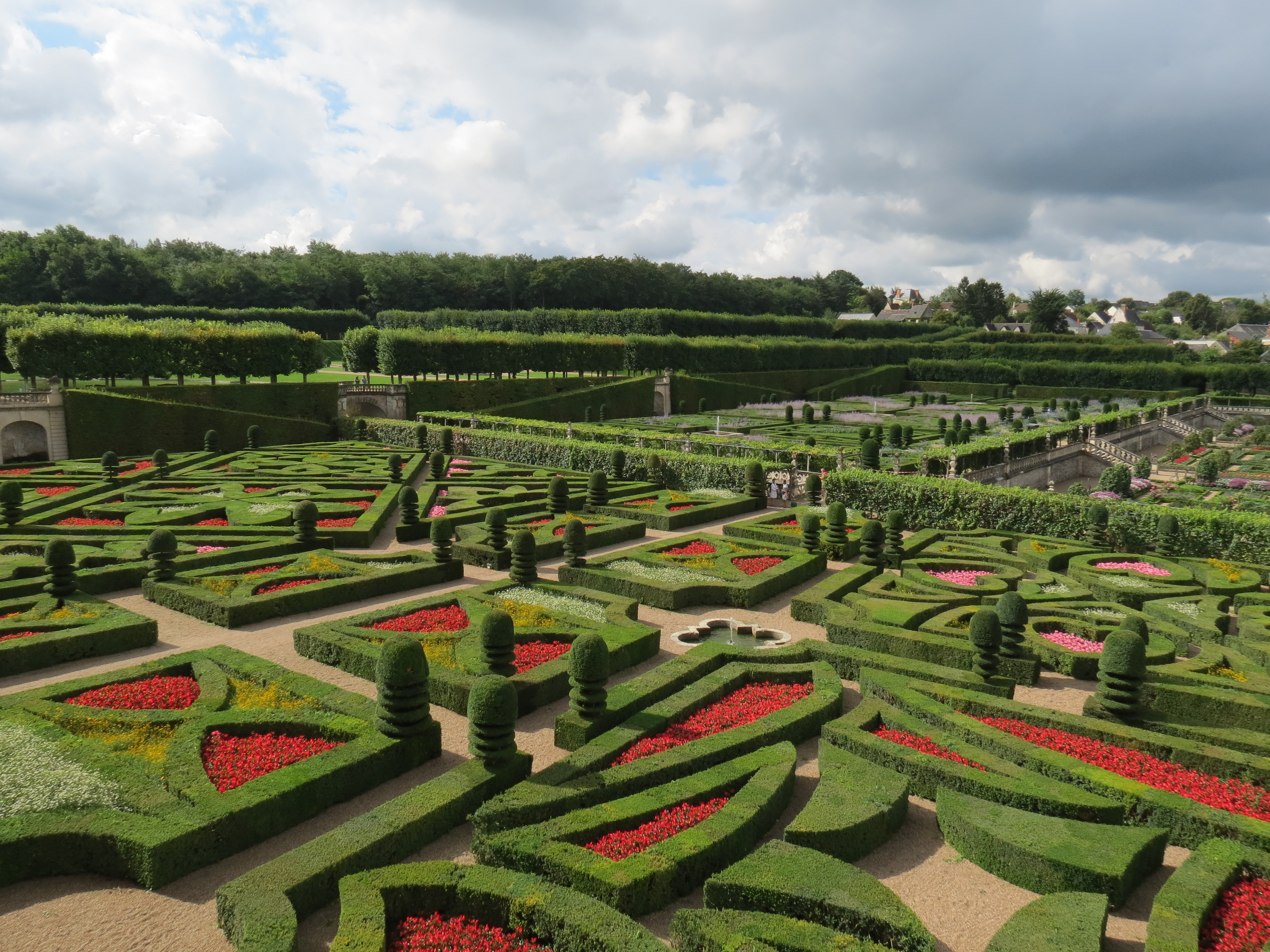
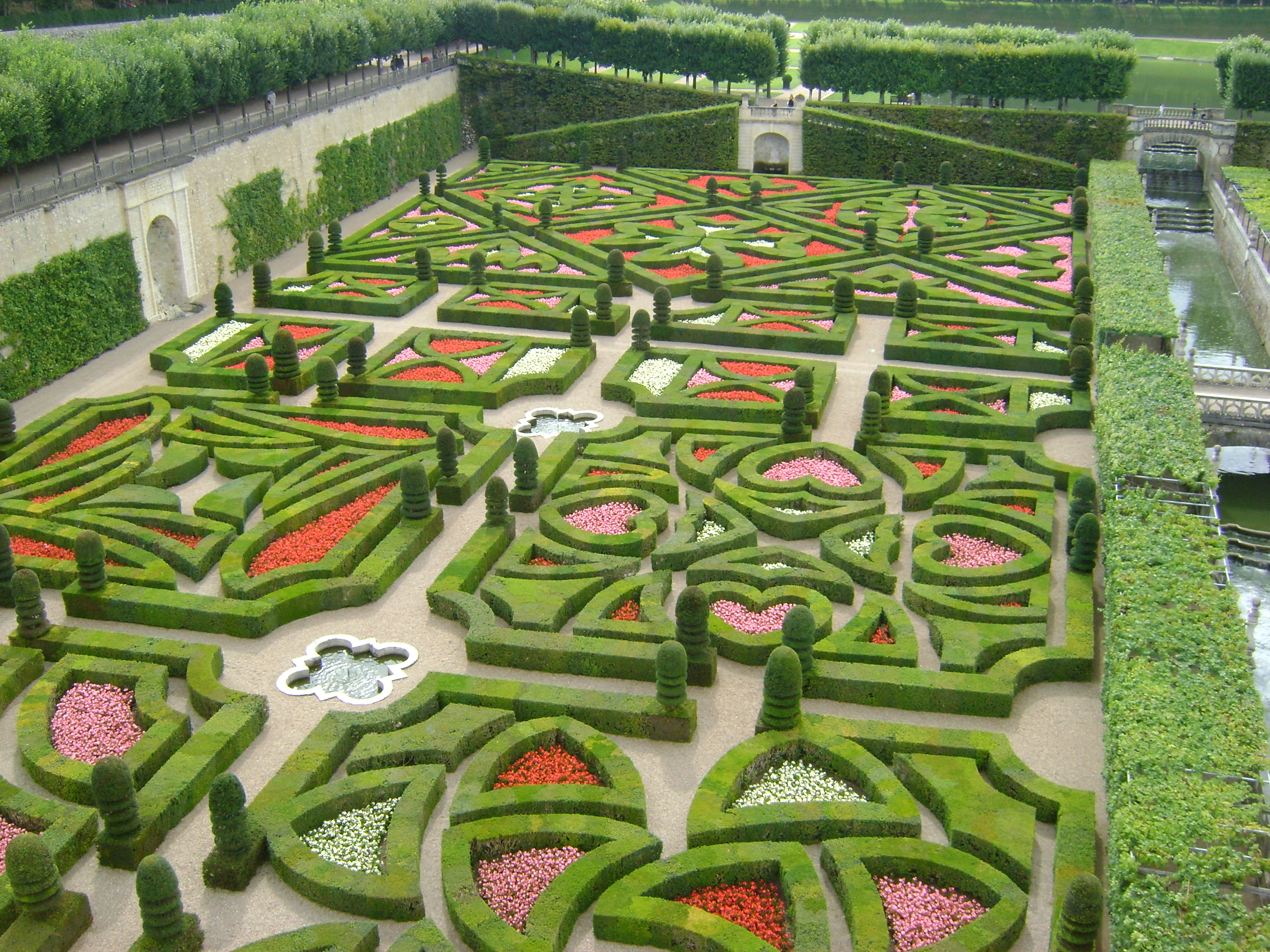
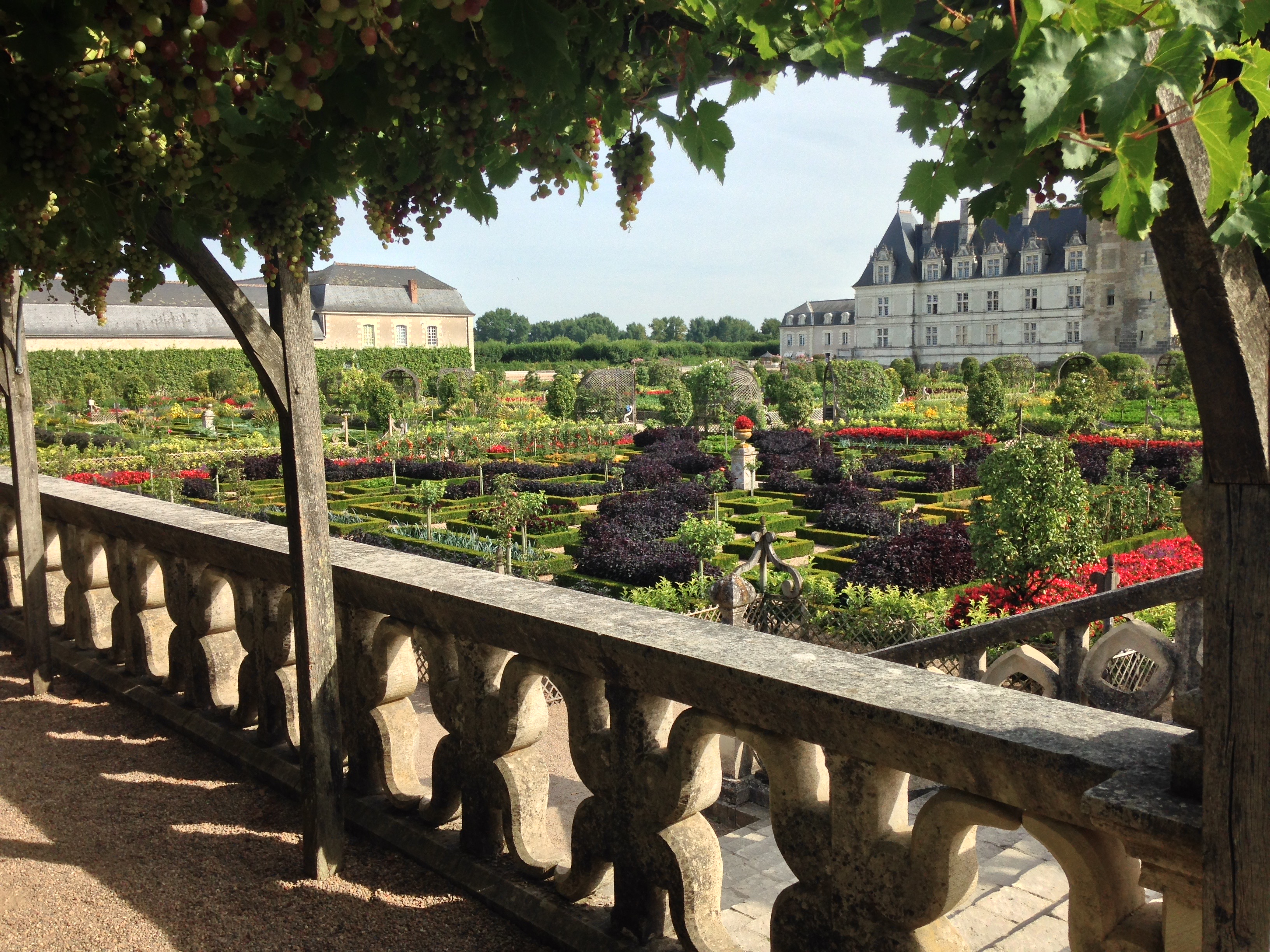
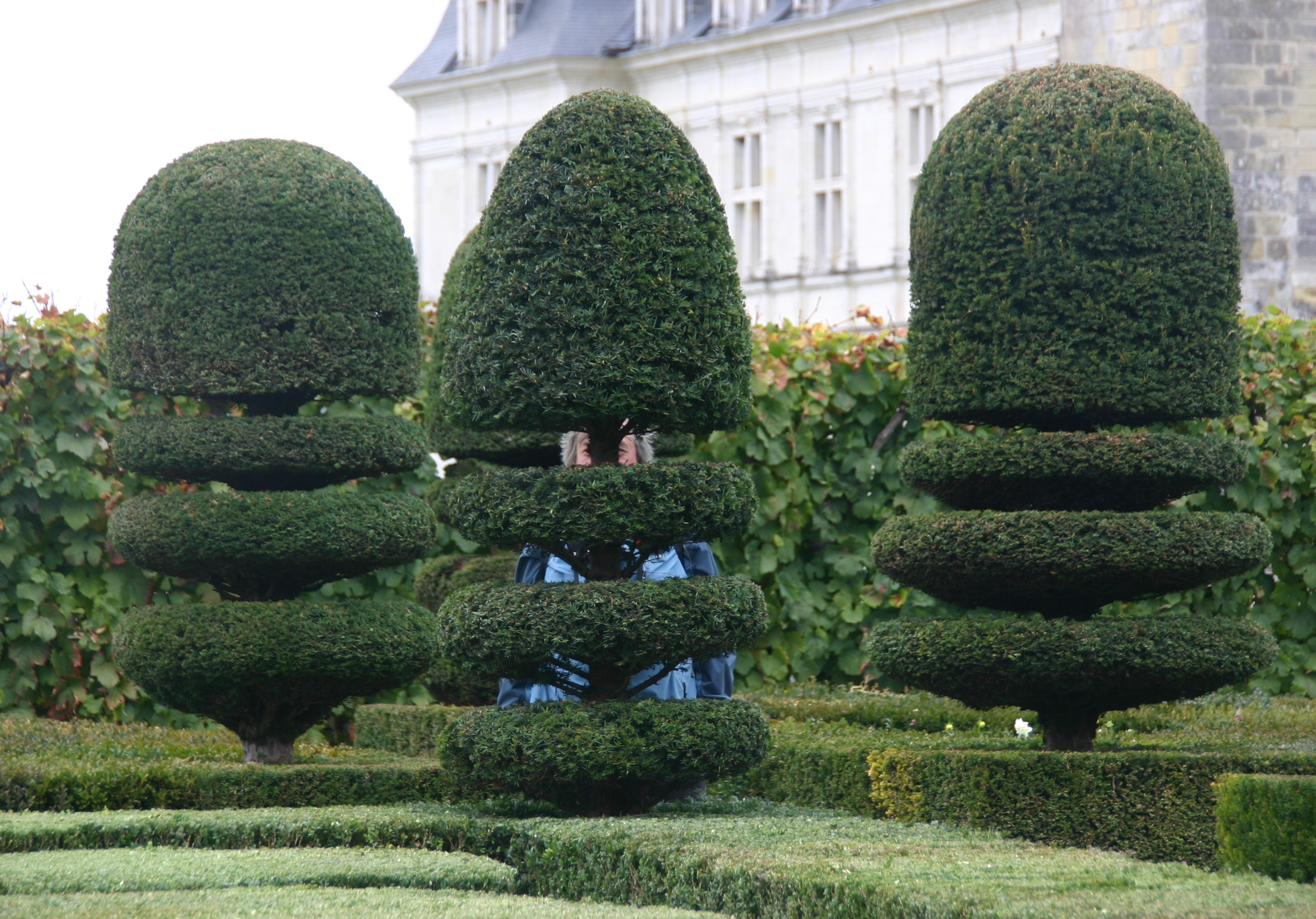
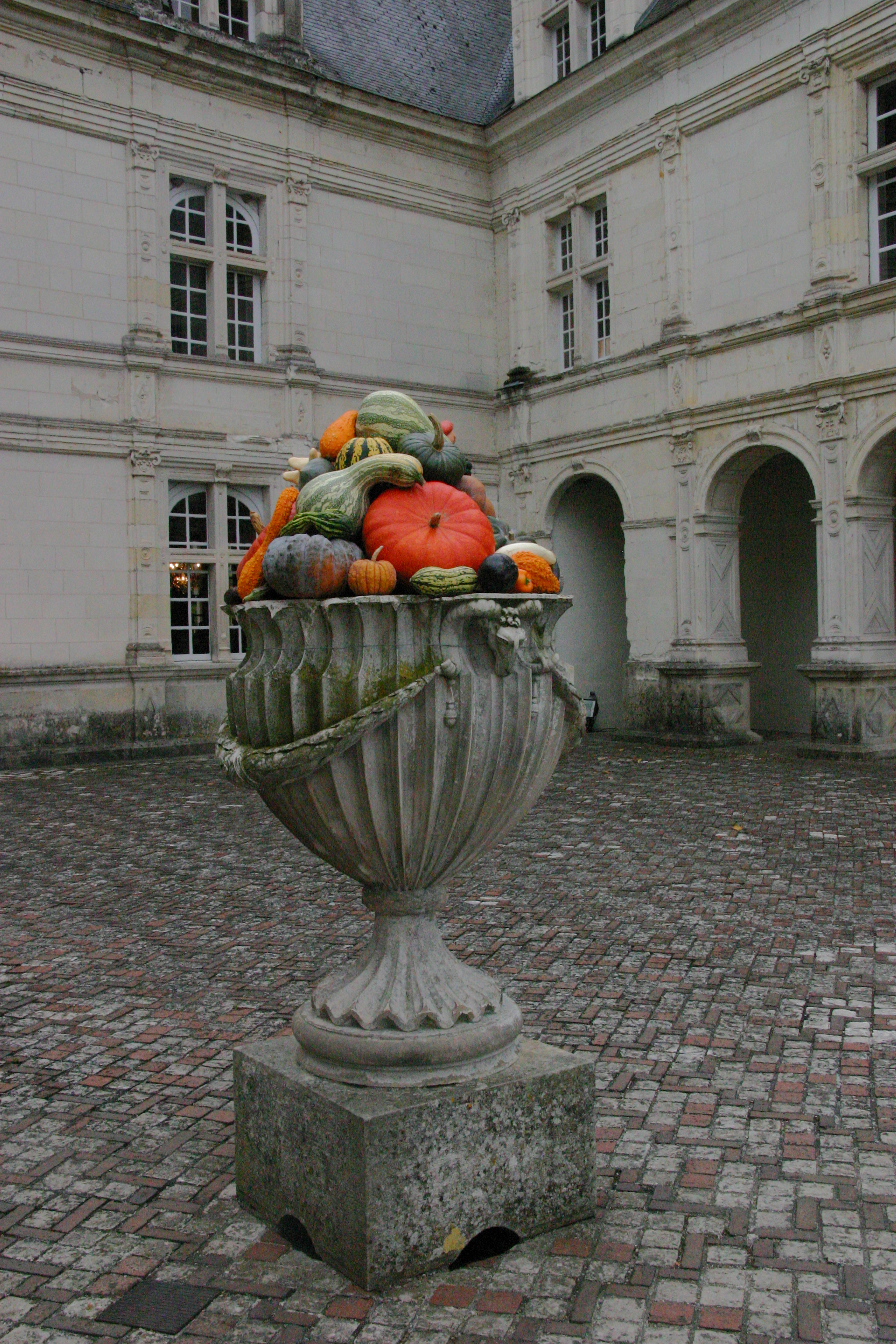
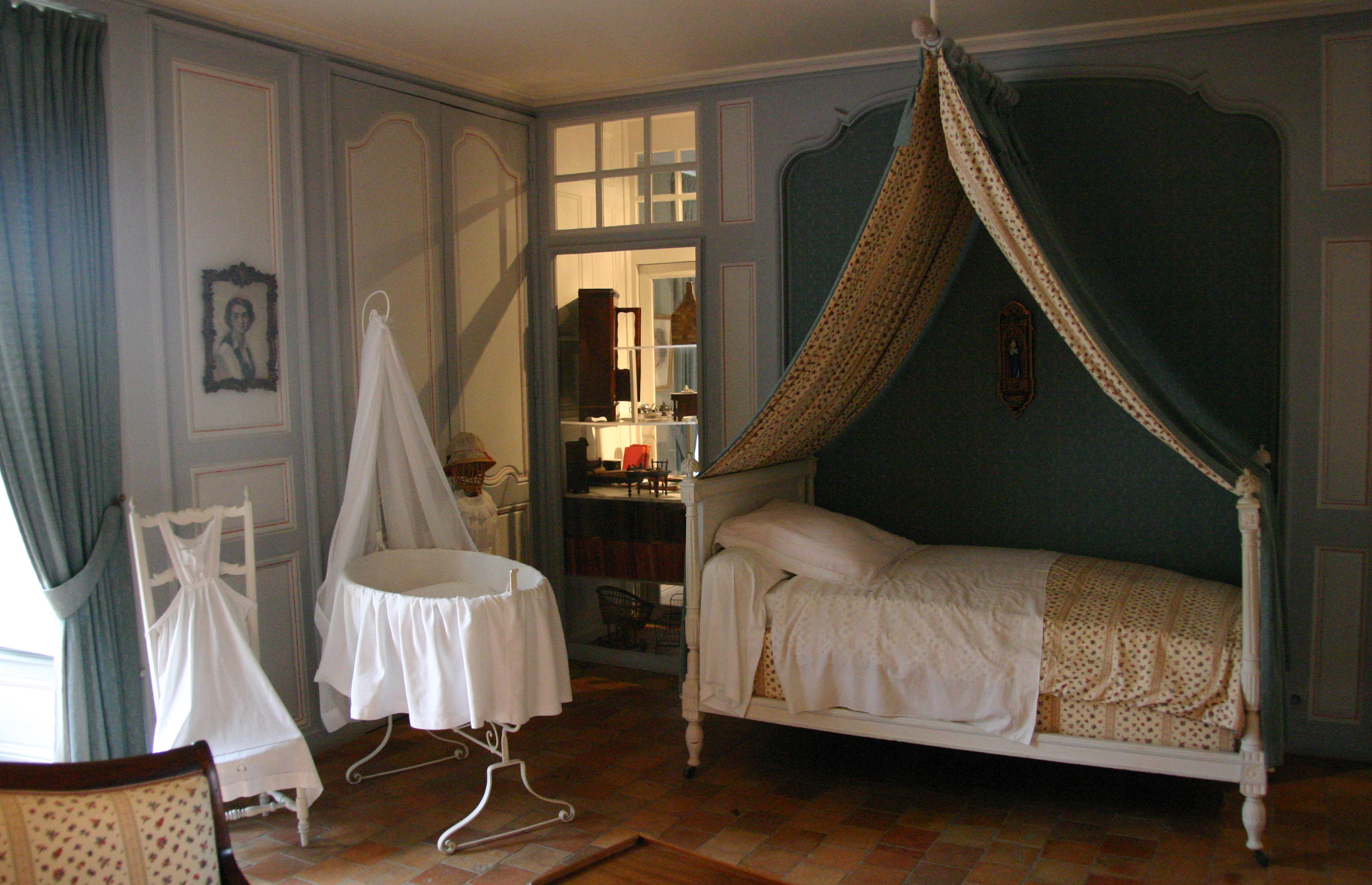
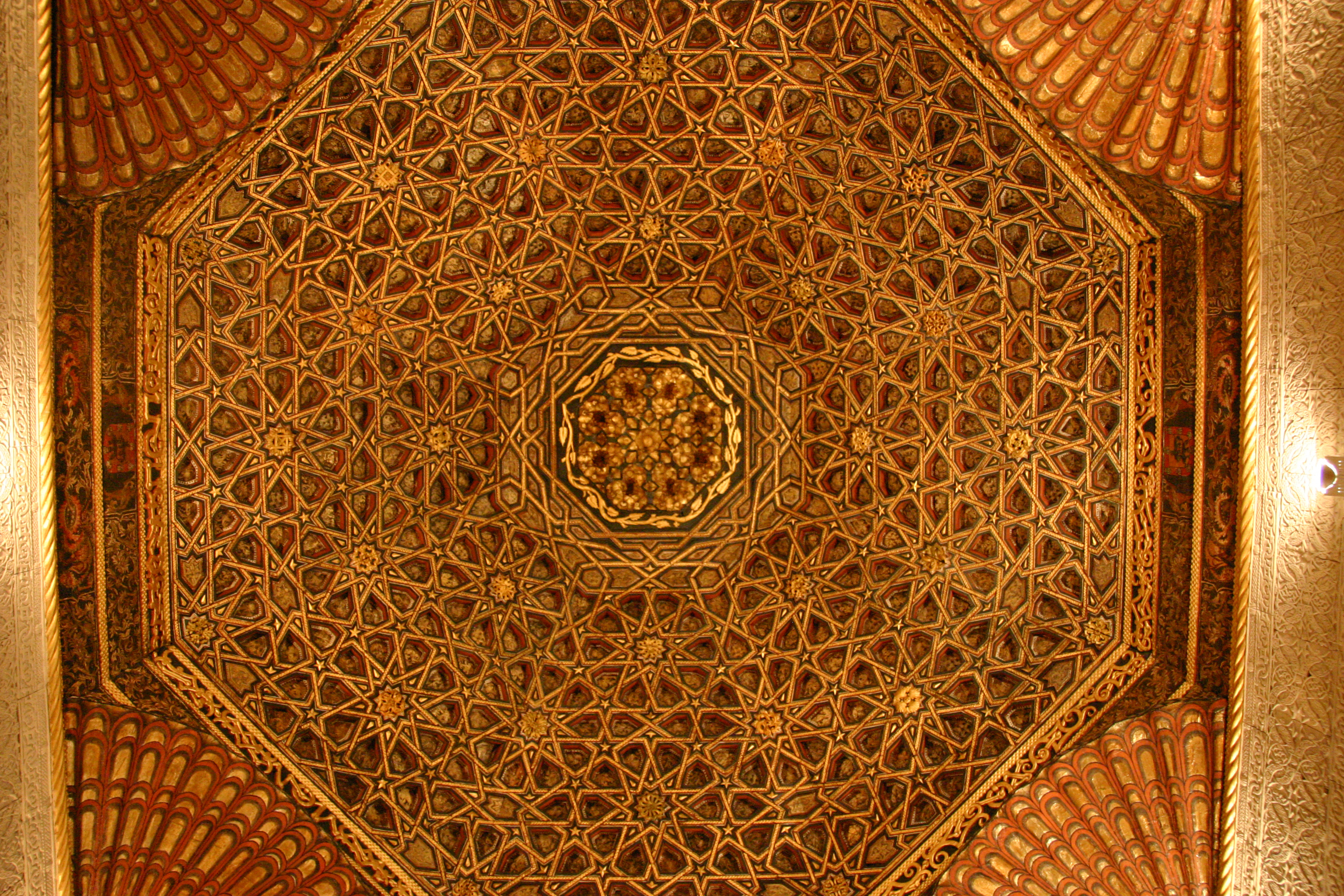

## 交通
- ロワールの中心都市トゥールから約10㎞、車で約20分。